# Table de Saqqarah
La table royale de Saqqarah est une liste de cinquante-huit pharaons gravée sur pierre et conservée au Musée égyptien du Caire. Elle a été découverte en 1861 dans la nécropole de Saqqarah dans la tombe du scribe Tounroï (Tjenry ou Tjuneroy), prêtre-lecteur en chef et surveillant des travaux sur tous les monuments royaux sous le règne de Ramsès II (XIXe dynastie). Cette inscription répertorie les cartouches de cinquante-huit pharaons, depuis Adjib et Qâ (Ire dynastie) jusqu'à Ramsès II, dans l'ordre chronologique inverse, en omettant les souverains de la Deuxième Période intermédiaire, les rois Hyksôs, et les pharaons amarniens comme Akhenaton et Toutânkhamon. Une dizaine de noms sont gravement endommagés et seuls quarante-sept nous sont parvenus. La liste est un résumé où abondent les inexactitudes. La table royale ne mentionne que quatre rois de la IIIe dynastie et la chronologie n'est correcte que pour les rois de la XIIe dynastie.

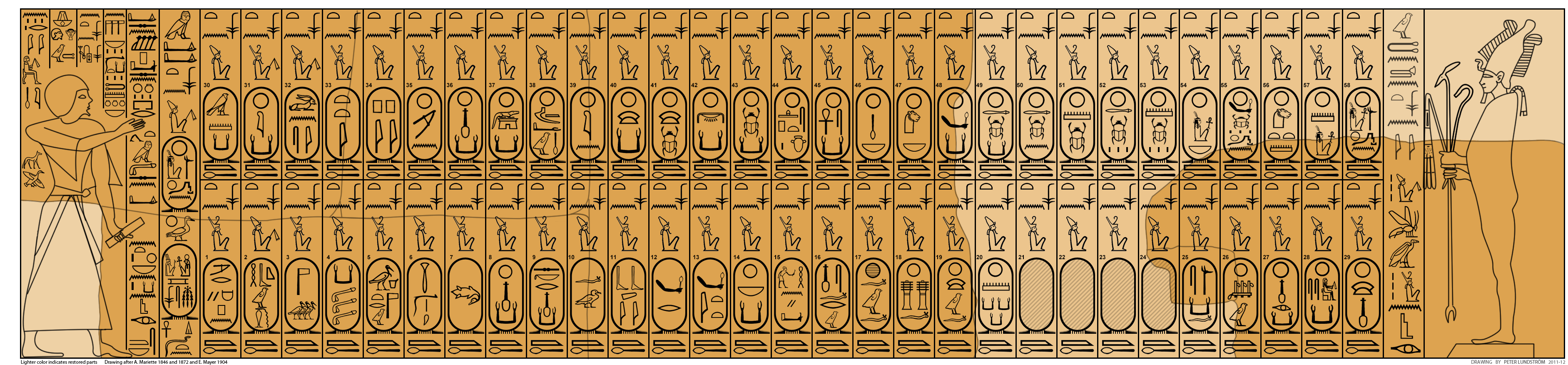
Croquis de la table royale de Saqqarah d'après un relevé effectué en 1864 par Auguste Mariette.

## Liste des pharaons
| Rangée basse | Rangée basse      | Rangée basse         | Rangée haute | Rangée haute    | Rangée haute               |
| N°           | Pharaon           | Nom inscrit          | N°           | Pharaon         | Nom inscrit                |
| ------------ | ----------------- | -------------------- | ------------ | --------------- | -------------------------- |
| 1            | Adjib             | Merbapen             | 30           | Menkaouhor      | Men-kaou-hor               |
| 2            | Qâ                | Qa-behou             | 31           | Djedkarê        | Maâtkarê                   |
| 3            | Hotepsekhemoui    | Baounetjer           | 32           | Ounas           | Ounas                      |
| 4            | Nebrê             | Kakaou               | 33           | Téti            | Téti                       |
| 5            | Ninetjer          | Banetjerou           | 34           | Pépi Ier        | Pépi                       |
| 6            | Ouneg             | Ouadjenes            | 35           | Mérenrê Ier     | Merenrê                    |
| 7            | Sénedj            | Senedj               | 36           | Pépi II         | Neferkarê                  |
| 8            | Péribsen ?        | Neferkarê            | 37           | Néférousobek    | Sobek-ka-rê                |
| 9            | Sekhemib ?        | Neferkasokar         | 38           | Amenemhat IV    | Maatkherourê               |
| 10           | Houdjefa Ier      | lacune               | 39           | Amenemhat III   | Nimaâtrê                   |
| 11           | Khâsekhemoui      | Beby                 | 40           | Sésostris III   | Khakhaourê                 |
| 12           | Djéser            | Djéser               | 41           | Sésostris II    | Khakheperrê                |
| 13           | Sekhemkhet        | Djéser-téti          | 42           | Amenemhat II    | Nebkaourê                  |
| 14           | Khaba             | Nebkarê              | 43           | Sésostris Ier   | Kheperkarê                 |
| 15           | Houni             | Houni                | 44           | Amenemhat Ier   | Séhotepibrê                |
| 16           | Snéfrou           | Snéfrou              | 45           | Montouhotep II  | Nebhopetrê                 |
| 17           | Khéops            | Khoufou              | 46           | Montouhotep III | Séânkhkarê                 |
| 18           | Djédefrê          | Djédefrê             | 47           | Ahmôsis Ier     | Nebpehtirê                 |
| 19           | Khéphren          | Khafrê               | 48           | Amenhotep Ier   | Djeserkarê                 |
| 20           | Mykérinos         | Lacune (Menkaourê ?) | 49           | Thoutmôsis Ier  | Aakheperkarê               |
| 21           | Chepseskaf        | Lacune               | 50           | Thoutmôsis II   | Aakheperenrê               |
| 22           | Djédefptah        | Lacune               | 51           | Thoutmôsis III  | Menkheperrê                |
| 23           | Baka ?            | Lacune               | 52           | Amenhotep II    | Aakhéperourê               |
| 24           | Djédefptah ?      | Lacune               | 53           | Thoutmôsis IV   | Menkheperourê              |
| 25           | Ouserkaf          | Ouserkaf             | 54           | Amenhotep III   | Nebmaâtrê                  |
| 26           | Sahourê           | Sahourê              | 55           | Horemheb        | Djeserkheperourê Setepenrê |
| 27           | Néferirkarê Kakaï | Néferirkarê          | 56           | Ramsès Ier      | Menpehtyrê                 |
| 28           | Chepseskarê       | Shepseskarê          | 57           | Séthi Ier       | Menmaâtrê                  |
| 29           | Néferefrê         | Khaneferrê           | 58           | Ramsès II       | Ousirmaâtrê Setepenrê      |

## Sources
- (en) Cet article est partiellement ou en totalité issu de l’article de Wikipédia en anglais intitulé « Saqqarah Tablet » (voir la liste des auteurs).